# فرودگاه صحرایی گیلبرت
فرودگاه صحرایی گیلبرت (به انگلیسی: Gilbert Field) یک فرودگاه همگانی بهره‌برداری هوایی است که یک باند فرود چمن دارد و طول باند آن ۳۳۳ متر است. این فرودگاه در کشور ایالات متحده آمریکا قرار دارد و در ارتفاع ۲۸۲ متری از سطح دریا واقع شده‌است.